# シュミエ＝ムレ
シュミエ＝ムレ （Chemillé-Melay）は、フランス、ペイ・ド・ラ・ロワール地域圏、メーヌ＝エ＝ロワール県のかつて存在したコミューン。
2013年1月1日、シュミエとムレが合併し、コミューン・ヌーヴェル（fr）として誕生した。シュミエとムレはどちらも権限委任コミューンであるが、行政の中心はシュミエに置かれている。

## 地理
モージュ地方にある、アンジューのコミューンである。シュミエから32km北東にアンジェ、20km南西にショレがある · 。
シュミエとムレの距離は3.9kmである。
コミューンはイローム川（レイヨン川右岸の支流）のほとりに位置している。

## 由来
シュミエはかつてCamilliacus villa（775年）、Cella Camilliacus（844年）、Chimilli（1050年）と記された。Chemilléとなったのは1793年、そして1801年である。
ムレはMelei（1019年）と記され、Melayとなったのは1793年と1801年であった。

## 歴史
フランス革命後の行政改正で、シュミエとムレはショレ郡のシュミエ小郡に分類された。革命後の1793年に王党派が蜂起し、ヴァンデ戦争となった。アンジュー全土がこの戦争の影響を受けることになった。
2014年、新たな合併計画が持ち上がった。計画は2015年の4月と5月に住民に公表された。7月2日、自治体間連合レジオン・ド・シュミエに加盟するコミューンの議会全てで、2015年12月15日に合併しコミューン・ヌーヴェル、シュミエ＝アン＝アンジュー（Chemillé-en-Anjou）となることが可決された · 。

## 人口統計
| 1999年 | 2006年 | 2012年 |
| ------ | ------ | ------ |
| 7601   | 8343   | 8755   |

source=1999年までLdh/EHESS/Cassini、2004年以降INSEE

## 史跡

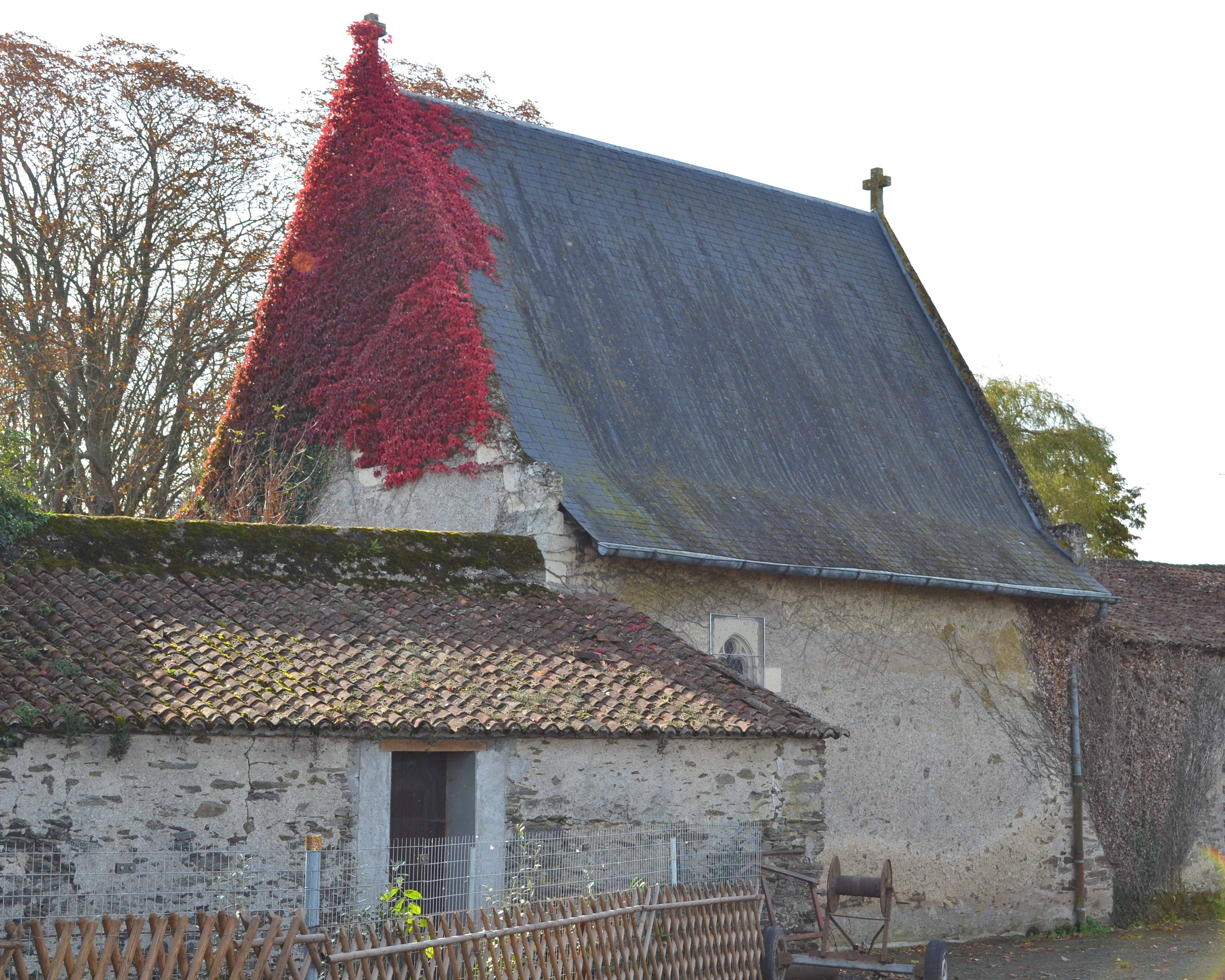
シャトー・ド・ラ・ソリニエール
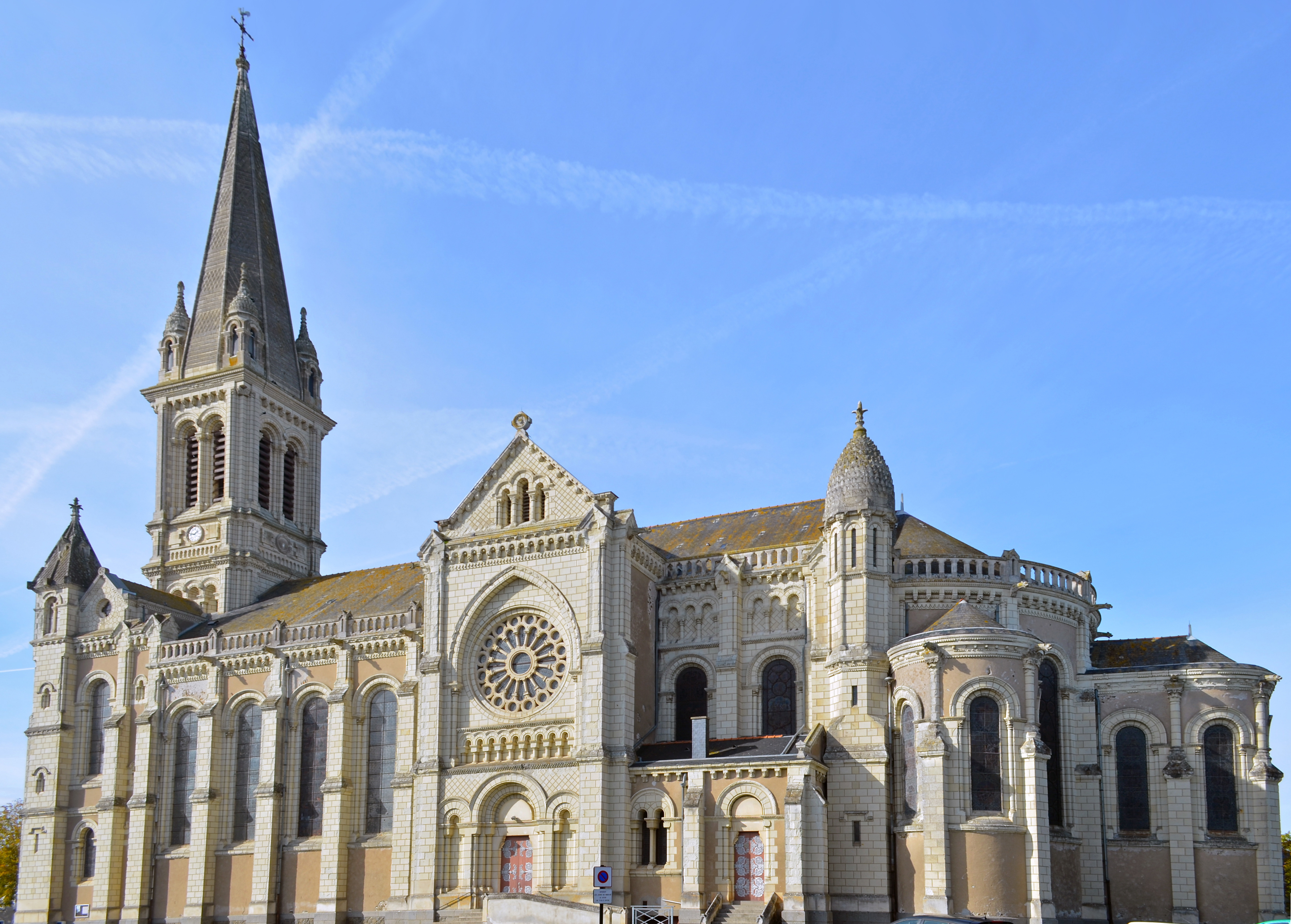
ノートルダム・ラ・ヌーヴ教会
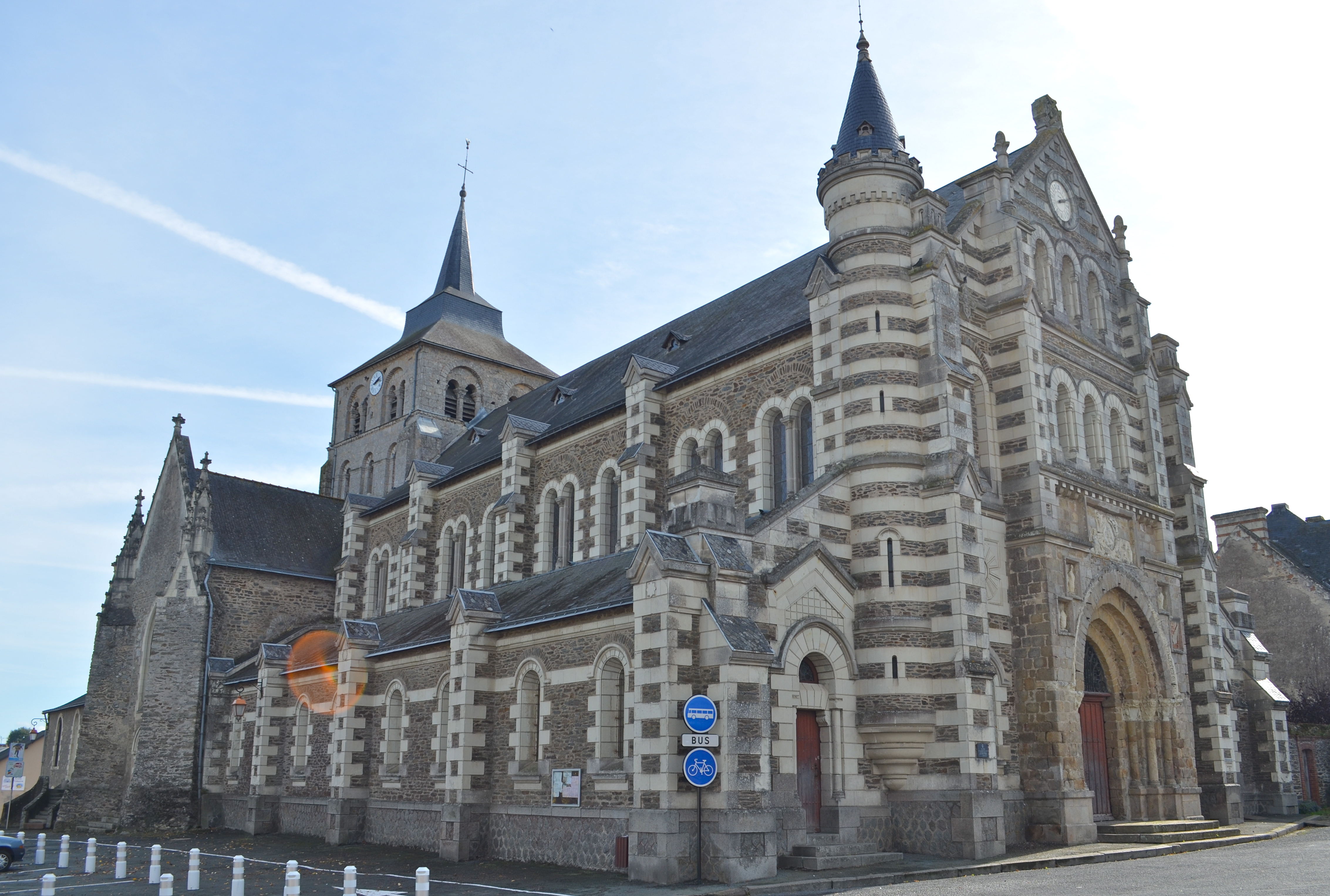
サン・ピエール教会